# 长岗“七百坟”
长岗“七百坟”，位于中国广东省云浮市新兴县太平镇中黄村，为新兴县的一个县级文物保护单位，类型为古墓葬，公布时间为1987年12月。
长岗“七百坟”的历史年代为清代。